# 格拉那再也

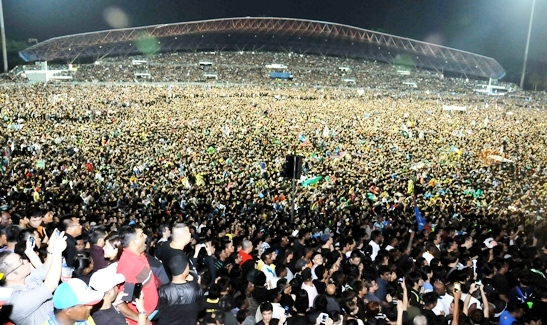
2013年5月8日，超过12万人聚集在格拉那再也体育馆举行示威，抗议第十三届马来西亚全国大选不公，质疑首相纳吉·阿都拉萨领导的执政党国民阵线在选举中舞弊

格拉那再也（Kelana Jaya），是馬來西亞雪蘭莪州八打灵再也市的一個住宅區，包含SS3至SS8的小區。它毗鄰白沙羅－蒲種大道，並有輕快鐵線格拉那再也綫经过。
人民联盟于2013年5月8日在格拉那再也体育馆举行人民之声，圣洁之声集会，抗议第十三届马来西亚全国大选期间发生的舞弊事件，吸引逾12万人出席，人民公正党实权领袖安华·依布拉欣在集会上表示支持人民调查庭的成立。